# Peter Biebl
Peter Biebl (* 28. Juni 1937 in Augsburg; † 30. August 2006 in Neu-Ulm) war ein deutscher CSU-Kommunalpolitiker. Er war von 1977 bis 1995 Oberbürgermeister der Großen Kreisstadt Neu-Ulm.

## Leben
Nach dem Abitur in Augsburg absolvierte Biebl zunächst eine Ausbildung zum Redakteur und studierte von 1959 bis 1962 Jura. Das zweite Staatsexamen legte er 1967 ab und wurde im gleichen Jahr promoviert. In den folgenden zehn Jahren war er in verschiedenen Ministerien in Bayern tätig. 

## Oberbürgermeister
Biebl wurde am 19. Juni 1977 zum Oberbürgermeister von Neu-Ulm gewählt und 1983 sowie 1989 im Amt bestätigt. In den ersten Jahren stand die Integration der acht ehemals selbstständigen Kommunen an, die zwischen 1. Juli 1972 und 1. Juni 1977 eingemeindet wurden. Maßgeblich setzte er sich für die Zusammenarbeit mit der Stadt Ulm ein, beispielsweise durch die gemeinsame baden-württembergische Landesgartenschau von 1980 und die Gründung der Stadtwerke Ulm/Neu-Ulm (heute: SWU GmbH). Der Erwerb großer bis 1991 von der US-Armee genutzter Flächen durch die Stadt und die Gründung der Hochschule für angewandte Wissenschaften Neu-Ulm fielen in seine letzte Amtsperiode.
Vor ihm stand Dietrich Lang von 1961 bis 1977 an der Spitze der Stadt. Seine Nachfolgerin war von 1995 bis 2003 Beate Merk.

## Ehrungen
- Ernennung zum Altoberbürgermeister
- Benennung des Parkes im Wiley (Oktober 2011)[2]